# 1953 na arte

## Eventos
- 14 de Fevereiro - Inauguração do Museu Nacional do Mali.
- 5 de Março - É fundado o GRES Acadêmicos do Salgueiro a partir da fusão de três escolas de samba do morro do Salgueiro, na Tijuca, no então Distrito Federal. O surgimento deste grêmio provocaria uma revolução no carnaval carioca.
- 7 de Março - É fundado o GRES União da Ilha do Governador, no bairro do Cacuia.

## Nascimentos
| Data          | Nome                           | Profissão                              | Nacionalidade | Observações | Ref |
| ------------- | ------------------------------ | -------------------------------------- | ------------- | ----------- | --- |
| 13 de Março   | Ferreira Louis Marius          | pintor                                 | Brasil        |             |     |
| 6 de Dezembro | Masami Kurumada                | autor de mangá                         | Japão         |             |     |
| ??            | Tercília dos Santos            | pintora                                | Brasil        |             |     |
| ??            | Sônia Menna Barreto            | pintora                                | Brasil        |             |     |
| ??            | Rubens Oestroem                | escultor, gravador, pintor e professor | Brasil        |             |     |
| ??            | José Bivar                     | artista plástico                       | Portugal      |             |     |
| ??            | Dina Aguiar                    | jornalista e pintora                   | Portugal      |             |     |
| ??            | Albuquerque Mendes             | pintor                                 | Portugal      |             |     |
| ??            | Xosé María Fernández Freixanes | pintor                                 | Espanha       |             |     |

## Mortes
| Data           | Nome                 | Profissão                                                                       | Nacionalidade | Observações | Ref |
| -------------- | -------------------- | ------------------------------------------------------------------------------- | ------------- | ----------- | --- |
| 23 de Março    | Raoul Dufy           | pintor                                                                          | França        | n. 1877     |     |
| 31 de Maio     | Vladimir Tatlin      | pintor                                                                          | Ucrânia       | n. 1885     |     |
| 22 de Setembro | Clodomiro Amazonas   | pintor, ilustrador e restaurador                                                | Brasil        | n. 1883     |     |
| 30 de Novembro | Francis Picabia      | pintor                                                                          | França        | n. 1879     |     |
| ??             | Salvatore Parlagreco | pintor                                                                          | Itália        | n. 1871     |     |
| ??             | Augustín Abarca      | pintor                                                                          | Chile         | n. 1882     |     |
| ??             | Teodoro Braga        | pintor, educador, historiador, escritor, geógrafo e advogado                    | Brasil        | n. 1872     |     |
| ??             | Jurandir Paes Leme   | pintor e desenhista                                                             | Brasil        | n. 1896     |     |
| ??             | Raul Pederneiras     | caricaturista, ilustrador, pintor, professor, teatrólogo, compositor e escritor | Brasil        | n. 1874     |     |
| ??             | Aniceto Marinas      | escultor                                                                        | Espanha       | n. 1866     |     |